# Laure Houssaye de Léoménil
Pour les articles homonymes, voir Houssaye.
Laure Houssaye de Léoménil, née le 7 août 1806 à Condé-sur-Aisne et morte le 30 janvier 1866 à Boisemont, est une artiste peintre et pastelliste française.

## Biographie
Louise Françoise Laure Girard est la fille de Louis Claude Girard, militaire, et de Marie Louise Thérèse Potel.
Elle épouse, en 1833, à Louveciennes, Adolphe Etienne Houssaye de Léoménil.
Le peintre Marie-Philippe Coupin de La Couperie est témoin du mariage.
Elle expose au Salon de 1834 à 1852. 
En 1835, elle reçoit une médaille de 3e classe.
Vers 1840, elle peint le portrait d'Aurora Karamzine avec son fils Paul.
Elle meurt à son domicile de Boisemont à l'âge de 59 ans.